# سورن لارسن (لاعب كرة قدم)
سورن لارسن (بالدنماركية: Søren Larsen)‏ هو لاعب كرة قدم دنماركي، ولد في 2 أكتوبر 1949.